# Naturschutzgebiet Lettenbruch
Das Naturschutzgebiet Lettenbruch liegt im Kreis Unna in Nordrhein-Westfalen. Das etwa 80,63 ha große Gebiet, das im Jahr 1992 unter Naturschutz gestellt wurde, erstreckt sich nordöstlich der Kernstadt Kamen, direkt am nordwestlichen Ortsrand des Kernortes Bönen und direkt an der am nördlichen Rand des Gebietes verlaufenden A 2. Westlich des Gebietes liegt das Kamener Kreuz.
Die Unterschutzstellung erfolgt 
- zur Erhaltung, Entwicklung und Wiederherstellung von Lebensgemeinschaften und Biotopen bestimmter wildlebender Tier- und Pflanzenarten; als Biotope bzw. Lebensgemeinschaften gelten hier insbesondere Laubwälder, Feucht- und Bruchwälder, Eichen-Hainbuchenwälder, Waldtümpel, zusammenhängende, großflächige Grünlandgebiete, Weidelgras-Weißkleeweiden, Glatthaferwiesen, Fuchsschwanzfrischwiesen, Honiggrasfeuchtwiesen, Brennhahnenfuß-Nassweiden, Waldweiden, Brachflächen, eine Obstwiese, Hecken und Ufergehölze, Kopfbäume, Kleingewässer und Grabensysteme, ein naturnaher Bachlauf mit begleitenden Gehölzen
- wegen der besonderen Eigenart und Schönheit des Gebietes